# NGC 6270
NGC 6270 је лентикуларна галаксија у сазвежђу Херкул која се налази на NGC листи објеката дубоког неба.
Деклинација објекта је + 27° 51' 32" а ректасцензија 16h 58m 44,1s. Привидна величина (магнитуда) објекта NGC 6270 износи 13,3 а фотографска магнитуда 14,3.